# Eogomphus neglectus
Eogomphus neglectus – gatunek ważki z rodziny gadziogłówkowatych (Gomphidae); jedyny przedstawiciel rodzaju Eogomphus. Występuje w Chinach, znany jest tylko z miejsca typowego w prowincji Syczuan.